# Slovensko na Zimních olympijských hrách 2006
Slovensko na Zimních olympijských hrách 2006 reprezentovalo 58 sportovců. Slovensko získalo jednu stříbrnou medaili.
- Nejmladší účastník Slovenské republiky: lyžařka Jana Gantnerová (16 let, 216 dní)
- Nejstarší účastník Slovenské republiky: lední hokejista Peter Bondra (38 let, 9 dnů)

## Medailové pozice
| Medaile | Sportovec      | Sport          | Disciplína     |
| ------- | -------------- | -------------- | -------------- |
| Stříbro | Radoslav Židek | Snowboardcross | snowboardcross |

## Seznam všech zúčastněných sportovců
| Číslo | Jméno                | Pohlaví | Věk | Sport            |
| ----- | -------------------- | ------- | --- | ---------------- |
| 1     | Veronika Zuzulová    | Žena    | 21  | Alpské lyžování  |
| 2     | Soňa Maculová        | Žena    | 18  | Alpské lyžování  |
| 3     | Eva Hucková          | Žena    | 17  | Alpské lyžování  |
| 4     | Ivan Heimschild      | Muž     | 25  | Alpské lyžování  |
| 5     | Jana Gantnerová      | Žena    | 16  | Alpské lyžování  |
| 6     | Jaroslav Babušiak    | Muž     | 21  | Alpské lyžování  |
| 7     | Dušan Šimočko        | Muž     | 22  | Biatlon          |
| 8     | Marcela Pavkovčeková | Žena    | 28  | Biatlon          |
| 9     | Anna Murínová        | Žena    | 32  | Biatlon          |
| 10    | Soňa Mihoková        | Žena    | 34  | Biatlon          |
| 11    | Miroslav Matiaško    | Muž     | 23  | Biatlon          |
| 12    | Marek Matiaško       | Muž     | 28  | Biatlon          |
| 13    | Matej Kazár          | Muž     | 22  | Biatlon          |
| 14    | Martina Jašicová     | Žena    | 32  | Biatlon          |
| 15    | Pavol Hurajt         | Muž     | 28  | Biatlon          |
| 16    | Janka Gereková       | Žena    | 21  | Biatlon          |
| 17    | Viktor Rájek         | Muž     | 20  | Boby             |
| 18    | Róbert Kresťanko     | Muž     | 33  | Boby             |
| 19    | Milan Jagnešák       | Muž     | 36  | Boby             |
| 20    | Andrej Benda         | Muž     | 30  | Boby             |
| 21    | Alena Procházková    | Žena    | 21  | Běžecké lyžování |
| 22    | Martin Otčenáš       | Muž     | 18  | Běžecké lyžování |
| 23    | Michal Malak         | Muž     | 25  | Běžecké lyžování |
| 24    | Katarína Garajová    | Žena    | 18  | Běžecké lyžování |
| 25    | Ivan Batory          | Muž     | 30  | Běžecké lyžování |
| 26    | Martin Bajčičák      | Muž     | 29  | Běžecké lyžování |
| 27    | Richard Zedník       | Muž     | 30  | Lední hokej      |
| 28    | Ľubomír Višňovský    | Muž     | 29  | Lední hokej      |
| 29    | Marek Svatoš         | Muž     | 23  | Lední hokej      |
| 30    | Tomáš Surový         | Muž     | 24  | Lední hokej      |
| 31    | Radoslav Suchý       | Muž     | 29  | Lední hokej      |
| 32    | Jozef Stümpel        | Muž     | 33  | Lední hokej      |
| 33    | Martin Štrbák        | Muž     | 31  | Lední hokej      |
| 34    | Miroslav Šatan       | Muž     | 31  | Lední hokej      |
| 35    | Ronald Petrovický    | Muž     | 28  | Lední hokej      |
| 36    | Andrej Meszároš      | Muž     | 20  | Lední hokej      |
| 37    | Ivan Majeský         | Muž     | 29  | Lední hokej      |
| 38    | Ján Lašák            | Muž     | 26  | Lední hokej      |
| 39    | Karol Križan         | Muž     | 25  | Lední hokej      |
| 40    | Richard Kapuš        | Muž     | 33  | Lední hokej      |
| 41    | Milan Jurčina        | Muž     | 22  | Lední hokej      |
| 42    | Marián Hossa         | Muž     | 27  | Lední hokej      |
| 43    | Marcel Hossa         | Muž     | 24  | Lední hokej      |
| 44    | Marián Gáborík       | Muž     | 23  | Lední hokej      |
| 45    | Pavol Demitra        | Muž     | 31  | Lední hokej      |
| 46    | Zdeno Chára          | Muž     | 28  | Lední hokej      |
| 47    | Peter Budaj          | Muž     | 23  | Lední hokej      |
| 48    | Peter Bondra         | Muž     | 38  | Lední hokej      |
| 49    | Ľuboš Bartečko       | Muž     | 29  | Lední hokej      |
| 50    | Jaroslav Slavík      | Muž     | 30  | Saně             |
| 51    | Jana Šišajová        | Žena    | 21  | Saně             |
| 52    | Veronika Sabolová    | Žena    | 25  | Saně             |
| 53    | Jozef Ninis          | Muž     | 24  | Saně             |
| 54    | Ľubomír Mick         | Muž     | 27  | Saně             |
| 55    | Walter Marx          | Muž     | 27  | Saně             |
| 56    | Matúš Užák           | Muž     | 24  | Short track      |
| 57    | Martin Mesík         | Muž     | 26  | Skoky na lyžích  |
| 58    | Radoslav Židek       | Muž     | 24  | Snowboarding     |